# Stoelgraad
Een stoelgraad is een vrijmetselaarsgraad die binnen een bepaalde vrijmetselaarsritus enkel wordt verleend aan voorzittend meesters of oud-voorzittend meesters van een plaatselijke maçonnieke werkplaats.